# Народно читалище „Пробуда – 1908“
Народно читалище „Пробуда 1908“ е читалище в село Дълбок извор, област Пловдив.
То е основано на 20 юни 1908 г. Основатели на читалището са Христоз Колешев, Петко Колешев, Петър Гитанов, Тенчо Кючуков, Добри Кротнев, Никола Колегов, Стоян Калтъкчиев, Ангел Личев и Никола Бозов. С повече от столетната си история, читалището е културен, образователен и информационен център с дълбоки традиции. В читалището функционират библиотека, компютърна зала, музейна сбирка, клуб на жената, театрален състав, група за изворен фолклор и детска танцова група. През 2010 г. стартира Програма „Глобални библиотеки България“.

## Ръководство
Председатели на читалище „Пробуда“:
- Георги Цинцаров
- Иван Гърков
- Стоян Колев
- Димитър Господинов
- Костадин Караджов
- Запрян Понев
- Атанаска Назлъмова
- Георги Бозов
- Жулиета Цветилова
- Костадин Кротнев
- Николай Хоптеров

Секретари:
- Ангел Червенаков
- Янко Бозов
- Мария Кротнева
- Янко Гитанов
- Таня Митринджакова
- Стоян Пенев
- Жанет Карааргирова